# NGC 2144
NGC 2144 ist eine Spiralgalaxie vom Hubble-Typ Sa im Sternbild Tafelberg am Südsternhimmel. Sie ist schätzungsweise 205 Millionen Lichtjahre von der Milchstraße entfernt und hat einen Durchmesser von etwa 85.000 Lichtjahren.
Das Objekt wurde am 17. Januar 1836 von John Herschel entdeckt.

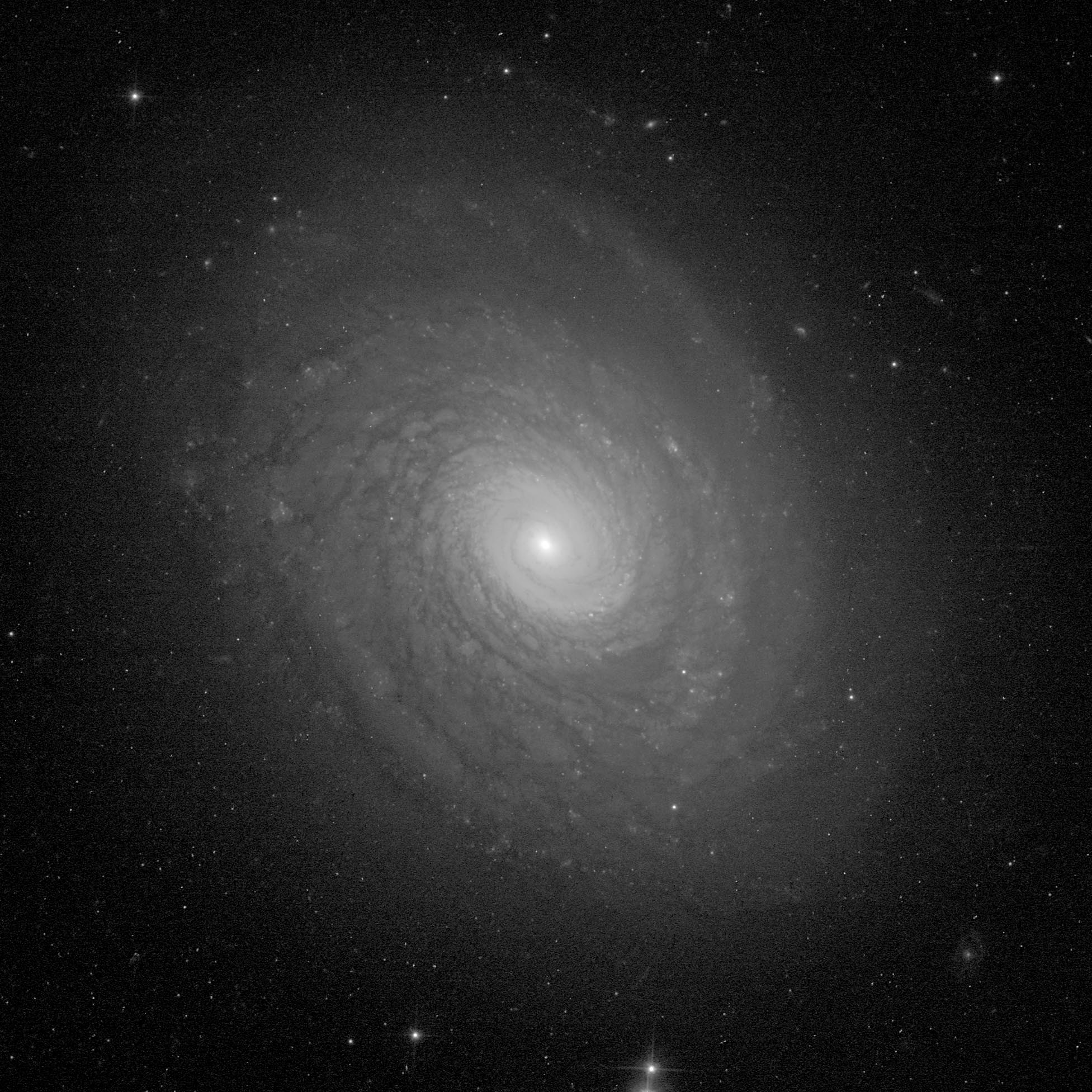
Aufnahme mithilfe des Hubble-Weltraumteleskops